# Delvecchio (Fernsehserie)
Delvecchio ist eine US-amerikanische Krimiserie von Joseph Polizzi und Sam Rolfe mit Judd Hirsch in der Titelrolle.

## Handlung
Delvecchio erzählt die Geschichte des Großstadt-Polizisten Sergeant Dominick Delvecchio, der bei der Abteilung Kriminalitätsbekämpfung des Los Angeles Police Department in Washington Heights arbeitet. Zusammen mit seinem eher stämmigen Kollegen, Sergeant Paul Shonski, ermittelt er in Drogendelikten, Autodiebstählen, Mordfällen und bekämpft selbst die Korruption in der eigenen Abteilung. Sein Vorgesetzter ist der hartgesottene, aber sympathische Lieutenant Macavan.
Ist Delvecchio nicht im Einsatz, verbringt er die Zeit bei seinem italienischen Vater Tomaso im Friseursalon, der nicht begreifen kann, warum sein Sohn Polizeibeamter geworden ist. Außerdem studiert er für das erste Staatsexamen, durch das er bereits mehrfach gefallen ist.

## Hintergrund
Die nur eine Staffel umfassende Fernsehserie wurde vom 9. September 1976 bis 17. Juli 1977 auf dem US-amerikanischen Sender CBS erstmals ausgestrahlt und machte Judd Hirsch einem breiten Publikum bekannt; den weltweiten Durchbruch hatte er aber erst zwei Jahre später mit der Sitcom Taxi, für die er zweimal mit einem Emmy Award ausgezeichnet wurde.
Im deutschsprachigen Raum wurden 16 der 22 Episoden erstmals 1979 im Ersten ausgestrahlt und in den 1980er und 1990er Jahren auf den dritten Regionalprogrammen der ARD sowie auf den deutschen Privatfernseh-Sendern RTL und Super RTL mehrfach wiederholt. Die Folgen My Brother’s Keeper (Episode 21) und The High Price of Justice (Episode 22) wurden nie ausgestrahlt.
Produziert wurde die Serie von Steven Bochco, von dem auch spätere Erfolgsserien wie Polizeirevier Hill Street und New York Cops – NYPD Blue stammen. Die Darsteller Charles Haid und Michael Conrad gehörten später ebenfalls zur Besetzung der Polizeiserie Polizeirevier Hill Street. Die kreativen Köpfe hinter der Serie waren Joseph Polizzi und Sam Rolfe; das Autorenduo zeichnete sich bereits für die Agentenserie Solo für O.N.C.E.L. in den 1960er Jahren verantwortlich und Rolfe ist einer der Autoren der klassischen Western-Serie Have Gun – Will Travel, die Ende der 1950er Jahre mit großem Erfolg im US-amerikanischen Fernsehen und als Radiofassung ausgestrahlt wurde.
Am 23. Mai 2006 veröffentlichte Universal Home Video im Rahmen der für den US-amerikanischen Markt bestimmten Serie Brilliant But Cancelled: Crime Dramas eine ausgewählte Episode auf DVD.